# Enzo Pretolani
Enzo Pretolani (* Rocca San Casciano, 3 de mayo de 1942). Fue un ciclista italiano cuyo gran éxito deportivo lo logró en la Vuelta a España donde, en la edición de 1966, obtuvo 1 victoria de etapa.

## Palmarés
1962
- La Popolarissima

1966
- 1 etapa en la Vuelta a España